# Marie Eugène Charles Tuffin de La Rouërie
Marie Eugène Charles Tuffin de La Rouërie   (Laval, 27 d'agost de 1765 - Laval, 16 de març de 1796) va morir a prop de Saint-Méloir-des-Ondes el 16 de març de 1796, va ser un cap Chouan durant la Revolució Francesa.

## Biografia
Fill de Marie Eugène Gervais Tuffin de La Rouërie i Marthe-Charlotte-Marie-Claire de Farcy. Va ser cosí primer d'Armand Charles Tuffin de La Rouërie, cap de l'Associació Bretona i va ser el seu ajudant de camp. També era amic i un dels oficials d'Aimé Picquet du Boisguy, general dels chouans de Fougères.
Es va unir als Chouans 2 de setembre de 1795i sembla compartir per un moment el comandament de la columna de Saint-James, coneguda com a "Normandia", de 800 efectius, amb el tinent coronel Louis-François Dauguet, conegut com a Fleur-de-Rose. Allà va guanyar diverses lluites contra els republicans al setembre. Tanmateix, el seu projecte hauria estat formar una quarta columna dins de la divisió de Fougères, a la rodalia de Bazouges-la-Pérouse, per tal de vincular la divisió de Fougères a la de Dol-de-Bretagne i Saint-Malo.
Va ser enviat a Escòcia amb Julien Saulcet conegut com a "Duval" al comte d'Artois per demanar un desembarcament d'uniformes, polvora, diners i quatre canons. Havent rebut una resposta favorable, va aterrar al seu retorn amb altres 40 emigrants a la badia de Cancale, però sorprès durant la nit per una patrulla republicana, va ser assassinat en la lluita següent. Duval aconsegueix escapar i unir-se a du Boisguy amb els missatgers que portava Tuffin.